# 鬼請你睇戲
《鬼請你睇戲》是1999年上映的香港電影。鍾少雄編劇、導演，雷宇揚、姚樂怡、黎耀祥主演。本片別具創意的故事情節被很多影評家讚譽，也令其被定性為港產cult片。 全片於已停止經營的北角皇都戲院內拍攝。

## 演员
| 演员   | 角色              | 备注                             |
| 雷宇揚 | 揚揚              | 電影放映員                       |
| 姚樂怡 | 姚姚              | 揚揚女友                         |
| 黎耀祥 | 张振熙            | 售票員，被女警開槍誤殺           |
| 吳志雄 | Ballif            | 被戲院內怪獸殺死                 |
| 李蕙敏 | 小食部職員 (小美) | 於戲院內偷拍，後被戲院內怪獸殺死 |
| 吳鎮宇 | 魔鬼              | 試探揚揚的真心，後滿意離去       |
| 孫佳君 | 女警              | 被戲院內怪獸殺死                 |
| 陳浩民 | Stoney            | 被戲院內怪獸殺死                 |
| 湯盈盈 | 盈盈              |                                  |
| 張文慈 | Pinky             | 被戲院內怪獸殺死                 |
| 錢嘉樂 | Jacky (成龙)      | 捉鬼公司老闆，全片劇造型模仿成龍 |

## 外部連結
- 香港影庫上《鬼請你睇戲》的資料（繁體中文）
- 时光网上《鬼請你睇戲》的資料（简体中文）
- 豆瓣电影上《鬼請你睇戲》的資料 （简体中文）
- 爛番茄上《鬼請你睇戲》的資料（英文）
- 互联网电影数据库（IMDb）上《鬼請你睇戲》的资料（英文）